# George Fludas
George Fludas (* 10. Oktober 1966 in Chicago) ist ein US-amerikanischer Musiker (Schlagzeug) des Modern Jazz.

## Leben und Wirken
Fludas, der in Chicago aufwuchs, wurde durch seinen Vater beeinflusst, der gleichfalls Schlagzeuger war. Er besuchte die Lane Tech High School, an der er Musikunterricht hatte und Perkussionist in deren Konzertband und Orchester war. Nachdem er 1985 und 1986 die Musikschule der Roosevelt University besuchte, begann er als freischaffender Musiker in seiner Heimatstadt mit Von Freeman, Jodie Christian und Lin Halliday zu arbeiten, seit den 1990er-Jahren auch mit Musikern wie Eric Alexander, Rob Mazurek und Bobby Broom. 2000/01 war er Mitglied im Trio von Ray Brown; außerdem spielte er u. a. mit Johnny Griffin, Cedar Walton, Hank Jones, Tommy Flanagan, Frank Wess, Bobby Hutcherson und Diana Krall und trat international auf, etwa mit Benny Green auf dem Jazzfestival Bern oder mit Monty Alexander bei Umbria Jazz.
In Chicago tritt er regelmäßig in Clubs wie The Green Mill, Pete Miller’s und The Jazz Showcase auf, u. a. mit Ira Sullivan (A Family Affair, 2011). Des Weiteren spielte er im Trio des Pianisten Ron Perrillo und im Chicago Jazz Orchestra, in New York mit Rick Germanson, Jerry Weldon, Ben Paterson und Michael Weiss. Im Bereich des Jazz war er zwischen 1991 und 2018 an 60 Aufnahmesessions beteiligt, u. a. auch bei Monty Alexander, Geof Bradfield und Doug Lawrence. 2018 legte Fludas unter eigenem Namen das Album Organ Quartet vor, das er mit Scott Burns, Kyle Asche und Pete Benson eingespielt hatte.